# Клитералл (тауншип, Миннесота)
Клитералл (англ. Clitherall) — тауншип в округе Оттер-Тейл, Миннесота, США. На 2000 год его население составило 549 человек.

## География
По данным Бюро переписи населения США площадь тауншипа составляет 92,4 км², из которых 75,9 км² занимает суша, а 16,4 км² — вода (17,78 %).

## Демография
По данным переписи населения 2000 года здесь находились 549 человек, 224 домохозяйства и 163 семьи.  Плотность населения —  7,2 чел./км².  На территории тауншипа расположено 492 постройки со средней плотностью 6,5 построек на один квадратный километр. Расовый состав населения: 99,27 % белых, 0,18 % афроамериканцев и 0,55 % коренных американцев. Испанцы или латиноамериканцы любой расы составляли 0,18 % от популяции тауншипа.
Из 224 домохозяйств в 25,9 % воспитывались дети до 18 лет, в 66,5 % проживали супружеские пары, в 3,6 % проживали незамужние женщины и в 26,8 % домохозяйств проживали несемейные люди. 25,0 % домохозяйств состояли из одного человека, при том 13,4 % из — одиноких пожилых людей старше 65 лет. Средний размер домохозяйства — 2,45, а семьи — 2,95 человека.
23,9 % населения — младше 18 лет, 6,6 % — в возрасте от 18 до 24 лет, 20,4 % — от 25 до 44, 32,1 % — от 45 до 64, и 17,1 % — старше 65 лет. Средний возраст — 45 лет. На каждые 100 женщин приходилось 107,2 мужчин.  На каждые 100 женщин старше 18 приходилось 103,9 мужчин.
Средний годовой доход домохозяйства составлял 33 558 долларов, а средний годовой доход семьи —  41 250 долларов. Средний доход мужчин —  26 250  долларов, в то время как у женщин — 17 396. Доход на душу населения составил 17 724 доллара. За чертой бедности находились 11,5 % семей и 15,6 % всего населения тауншипа, из которых 28,3 % младше 18 и 19,0 % старше 65 лет.